# Neurocosmética
Neurocosmética es la ciencia que estudia ingredientes cosméticos capaces de afectar al estado anímico y emocional
La cosmética que interactúa con el sistema nervioso cutáneo, implicándose directamente en la homeostasis de la piel y sus posibles trastornos, propiciando bienestar. 
Práctica de la medicina cosmética, en la que se estudia la conexión entre la piel y el sistema nervioso. Uniendo ciencias como la Dermatología, la Biotecnología cosmética, la Neuroinmunoendocrinología y la Psiconeuroinmunoendocrinología